# Krzysztof Marczewski (lekarz)
Krzysztof Tadeusz Marczewski (ur. 1957, zm. 31 grudnia 2019) – polski specjalista w zakresie chorób wewnętrznych, prof. zw. dr hab. n. med.

## Życiorys
W 1981 ukończył studia medyczne w Akademii Medycznej im. prof. Feliksa Skubiszewskiego w Lublinie, w 1986 obronił pracę doktorską, 29 września 1997 habilitował się na podstawie dorobku naukowego i pracy zatytułowanej Ocena niektórych składowych mikrobiałkomoczu u chorych na reumatoidalne zapalenie stawów, nadciśnienie. 22 stycznia 2003 nadano mu tytuł profesora nauk medycznych.
Objął funkcję profesora zwyczajnego w Wyższej Szkole Ekonomii i Innowacji w Lublinie na Wydziale Nauk o Człowieku, Katedry Fizjoterapii w Wyższej Szkole Zarządzania i Administracji w Zamościu na Wydziale Fizjoterapii i Pedagogiki, w Katedrze i Klinice Nefrologii na Wydziale Lekarskim z Oddziałem Anglojęzycznym i Oddziałem Stomatologicznym Akademii Medycznej im. prof. Feliksa Skubiszewskiego w Lublinie a także w Samodzielnym Publicznym Szpitalu Wojewódzkim im. Papieża Jana Pawła II w Zamościu.
Promotor pracy doktorskiej w 2008 roku Jakuba Pawlikowskiego.
Był członkiem zarządu Polskiego Towarzystwa Balneologii i Medycyny Fizykalnej oraz dziekanem w Wyższej Szkole Zarządzania i Administracji w Zamościu na Wydziale Fizjoterapii i Pedagogiki.

## Odznaczenia
- Odznaka honorowa „Za zasługi dla ochrony zdrowia”[1]
- Odznaka honorowa „Zasłużony dla Województwa Lubelskiego[1]
- Srebrny Krzyż Zasługi (2018)[6]
- Złoty Medal za Długoletnią Służbę[1]